# Riikka Purra
Riikka Purra (Pirkkala, 13 de junio de 1977) es una política finlandesa y actual miembro del Parlamento de Finlandia por el Partido de los Finlandeses por el distrito electoral de Uusimaa. En agosto de 2021, fue elegida nueva líder del partido, después de la salida de Jussi Halla-aho.

## Carrera política
En 2016, se unió al Partido de los Finlandeses como planificadora política. Se desempeñó como directora de campaña de la candidata presidencial Laura Huhtasaari en las elecciones presidenciales finlandesas de 2018.
Fue elegida miembro del Parlamento por la circunscripción de Uusimaa en las elecciones de junio de 2019 con 5.960 votos y se convirtió en la primera líder adjunta del partido.
En marzo de 2021, criticó al gobierno por gastar en exceso cuando se formó un paquete de apoyo de tres mil millones de euros para los municipios durante la pandemia de COVID-19 en Finlandia.
En julio de 2021, Purra anunció que se postularía para el liderazgo del Partido de los Finlandeses, con el objetivo de convertirse en la primera mujer en liderar el partido. Declaró que el partido nunca participaría en un gobierno en el que no pudiera cambiar significativamente la política de inmigración finlandesa. Fue elegida líder del partido el 14 de agosto de 2021 en la reunión del partido en Seinäjoki.

## Vida personal
Purra está casada y tiene dos hijos. Dice que sus puntos de vista sobre la inmigración se vieron afectados después de ser acosada sexualmente en su adolescencia cuando vivía en Tampere por refugiados. Se interesó por la política migratoria cuando leyó el blog Scripta de Jussi Halla-aho y participó en debates en foros de Internet.
Tiene una maestría en Ciencias Políticas y está completando sus estudios de doctorado en política internacional en la Universidad de Turku. Trabajó como docente e investigadora antes de ingresar a la política.